# Jes Høgh
Jes Høgh (Aalborg, 7 mei 1966) is een voormalig voetballer uit Denemarken, die speelde als centrale verdediger. Hij beëindigde zijn loopbaan in 2001 bij de Engelse club Chelsea.

## Clubcarrière
Høgh begon zijn loopbaan bij Aalborg Chang, om in 1987 over te stappen naar stadgenoot Aalborg BK. Met die club won hij de Deense landstitel in 1995. Daarna vertrok hij naar het buitenland en speelde hij achtereenvolgens voor Fenerbahçe SK en Chelsea. Met de Turkse club won hij in zijn eerste jaar meteen de landstitel.

## Interlandcarrière
Høgh speelde in totaal 57 officiële interlands (één goal) voor Denemarken. Onder leiding van bondscoach Richard Møller Nielsen maakte hij zijn debuut op 9 april 1991 in de vriendschappelijke wedstrijd tegen Bulgarije (1-1) in Odense, net als Torben Frank (Lyngby BK). Hij nam in dat duel het enige doelpunt van de Denen voor zijn rekening. Høgh nam met zijn vaderland deel aan het EK voetbal 1996 en het WK voetbal 1998.

## Erelijst
Brøndby IF
- Deense beker

1994
 Aalborg BK
- Deens landskampioen

1995
 Denemarken
- FIFA Confederations Cup

1995
 Fenerbahçe
- Turks landskampioen

1996
 Chelsea
- FA Cup

2000